# Савка Михайло Степанович
Михайло Степанович Савка (* 12 листопада 1962, Щепанів, Тернопільська область) — радянський та український футболіст і тренер. Півзахисник, виступав, зокрема, за «Зірку» (Кіровоград), «Прикарпаття» (Івано-Франківськ), «Буковину» (Чернівці), «Металург» (Запоріжжя), «Карпати» (Львів) і «Слобод» (Міхаловіце, Словаччина).

## Життєпис
Вихованець «Генератора» (Бурштин). Перший тренер — Зиновій Юрійович Горбачевський.
Навчався у Львівському державному інституті фізичної культури.
Розпочинав кар'єру в дитячому футболі в команді «Генератор» (Бурштин). Потім був клуб «Хімік» (Калуш), який грав на аматорському рівні. Згодом грав за команди майстрів: «Зірка» (Кіровоград), «Прикарпаття» (Івано-Франківськ), «Буковина» (Чернівці), «Металург» (Запоріжжя), «Карпати» (Львів), «Слобод» (Міхаловіце, Словаччина). Завершив ігрову кар'єру в Калуші в 1999 році.
Був головним тренером друголігових клубів «Техно-Центр» (Рогатин) і «Енергетика» (Бурштин). З «Енергетиком» підвищився у класі і довгий час виступав у першій лізі чемпіонату України.